# Saint-Firmin-sur-Loire
Saint-Firmin-sur-Loire je francouzská obec v departementu Loiret v regionu Centre-Val de Loire. V roce 2011 zde žilo 513 obyvatel.

## Sousední obce
Autry-le-Châtel, Briare, Cernoy-en-Berry, Châtillon-sur-Loire, Saint-Brisson-sur-Loire

## Vývoj počtu obyvatel
Počet obyvatel 